# Openbare aanbesteding
Een openbare aanbesteding is een wijze van het inkopen van producten of diensten, waarbij ondernemers die een dienst of product willen verkopen, een prijs of een prijs- en kwaliteitsbod kunnen doen. Het systeem werd in België gebruikt tot eind juni 2017, en werd vervangen door de algemenere openbare procedure.
De inkopende partij, in veel gevallen een overheid of overheidsorganisatie, stelt eisen vast waaraan het product of dienst moet voldoen.
De gunning van de opdracht kan plaatsvinden op grond van de laagste aangeboden prijs (laagste prijs) of op basis van de hoogste waarde voor de prijs (value for money) van de aanbieding. In dat laatste geval wordt gesproken van gunning op basis van economisch meest voordelige aanbieding of inschrijving (EMVA of EMVI). Bij EMVI dan wel EMVA stelt de inkoper vast hoeveel waarde wordt gehecht aan bepaalde eisen. Deze eisen worden vastgesteld in een Bestek en/of in een Programma van Eisen (en wensen) (PvE).
Na de officiële publicatie van de aanbestedingsdocumenten (bijvoorbeeld op de aanbestedingskalender of bij het bureau officiële publicaties van de EU) krijgen ondernemers de kans om binnen een bepaalde tijdsperiode een prijs- en kwaliteitsbod te doen. De inkoper kiest vervolgens op de prijs en de van tevoren vastgestelde beoordelingspunten de ondernemer die een product of dienst kan leveren die het beste en / of goedkoopste is.
Het tegenovergestelde van een openbare aanbesteding is een onderhandse aanbesteding.